# 铌铁矿
铌铁矿，[(Fe, Mn)Nb
2O
6]，是一种黑色矿物群和铌矿石。它具有亚金属光泽，密度高，是铁和锰的铌酸盐。这个矿物群最早在美国康涅狄格州哈德姆发现。它和以钽为主的钽铁矿属于同一系列，和以锰为主的锰铌矿属于另一个系列。富含铁的铌铁矿称作铁铌矿。矿物中可能含有一些锡和钨。钇铌矿是富含钇的铌铁矿，分子式为(Y,U,Fe)(Nb,Ta)O
4，是在莫桑比克发现的放射性矿物。
铌铁矿的成分和晶体对称（正交晶系）与钽铁矿的相同。实际上，许多矿物指南都会将这两种矿物归为同一个矿物系列，称为钶钽铁矿。然而，钽铁矿的比重为8.0，比铌铁矿的5.2大得多。 
铌铁矿也与重钽铁矿十分相似。这些矿物的化学成分相同，但晶体对称不同：铌铁矿的是正交晶系，而重钽铁矿的是四方晶系。有记载最大的铌铁矿单晶由6 mm厚，76 cm长， 61 cm宽的板组成 。 
铌铁矿含有不等数量的钍和铀，因此它有一定程度的放射性。